# Chris Ward (Tontechniker)
Christopher John Ward (* 22. Juli 1970 in Auckland, Neuseeland) ist ein neuseeländischer Tontechniker, der sich vor allem im Bereich des Automatic Dialogue Recording tätig ist.
Ward erhielt zusammen mit Brent Burge eine Oscar-Nominierung in der Kategorie „Bester Tonschnitt“ für den Film Der Hobbit: Smaugs Einöde (2013). Zudem gewann Ward zweimal den Golden Reel Award der Motion-Picture-Sound-Editors-Gesellschaft: 2010 für District 9 (zusammen mit Jason Canovas, Brent Burge und dem gesamten Sound-Department des Films) und 2012 für Die Abenteuer von Tim und Struppi – Das Geheimnis der Einhorn (wiederum zusammen mit Canovas, Burge und dem Sound-Department). 2010 und 2013 war er zudem für einen British Academy Film Award in der Kategorie „Bester Ton“ (für District 9 und Der Hobbit: Eine unerwartete Reise) nominiert.